# Ormosbánya, Borsod-Abaúj-Zemplén
Ormosbánya este un sat în districtul Kazincbarcika, județul Borsod-Abaúj-Zemplén, Ungaria, având o populație de 1.675 de locuitori (2011). 

## Demografie
Componența etnică a satului Ormosbánya
     Maghiari (90,58%)
     Romi (9,1%)
     Germani (0,33%)
Componența confesională a satului Ormosbánya
     Romano-catolici (28,06%)
     Fără religie (21,67%)
     Reformați (11,04%)
     Greco-catolici (2,27%)
     Necunoscută (35,82%)
     Alte religii (2,57%)
Conform recensământului din 2011, satul Ormosbánya avea 1.675 de locuitori. Din punct de vedere etnic, majoritatea locuitorilor (90,58%) erau maghiari, cu o minoritate de romi (9,1%). Nu există o religie majoritară, locuitorii fiind romano-catolici (28,06%), persoane fără religie (21,67%), reformați (11,04%) și greco-catolici (2,27%). Pentru 35,82% din locuitori nu este cunoscută apartenența confesională.